# Kota Tinggi
Huyện Kota Tinggi là một huyện thuộc bang Johor của Malaysia. Huyện Kota Tinggi có dân số thời điểm năm 2010 ước tính khoảng 187230 người.